# Mordellistena crunneocephala
Mordellistena crunneocephala es una especie de coleóptero de la familia Mordellidae.

## Distribución geográfica
Habita en Tonkín (Vietnam).